# 八郷テレビ中継局
座標: 北緯36度18分19.6秒 東経140度08分36.5秒 / 北緯36.305444度 東経140.143472度
八郷テレビ中継局（やさとテレビちゅうけいきょく）は茨城県桜川市と石岡市の境に置かれているデジタルテレビ中継局である。

## 概要
- 当テレビ中継局は、桜川市と石岡市の境にある燕山に置かれている。
- なお、アナログテレビ中継局は置かれていない為、デジタル新局での開局となった。
- また、本項では、同地に置かれた｢NHK筑西テレビ中継局｣についても、併せて記述する。

## 送信施設概要
| リモコンキーID   | 放送局名         | 物理チャンネル   | 空中線電力       | ERP              | 放送対象地域     | 放送区域内世帯数 | 開局年月日       |
| 八郷テレビ中継局 | 八郷テレビ中継局 | 八郷テレビ中継局 | 八郷テレビ中継局 | 八郷テレビ中継局 | 八郷テレビ中継局 | 八郷テレビ中継局 | 八郷テレビ中継局 |
| ---------------- | ---------------- | ---------------- | ---------------- | ---------------- | ---------------- | ---------------- | ---------------- |
| 1                | NHK水戸総合      | 20ch             | 1W               | 4.5W             | 茨城県           | 1万829世帯       | 2010年4月16日    |
| 2                | NHK東京教育      | 13ch             | 1W               | 4.2W             | 全国放送         | 1万829世帯       | 2010年4月16日    |
| 4                | 日本テレビ       | 14ch             | 1W               | 4.2W             | 関東広域圏       | 1万829世帯       | 2010年4月16日    |
| 5                | テレビ朝日       | 17ch             | 1W               | 4.2W             | 関東広域圏       | 1万829世帯       | 2010年4月16日    |
| 6                | TBSテレビ        | 15ch             | 1W               | 4.2W             | 関東広域圏       | 1万829世帯       | 2010年4月16日    |
| 7                | テレビ東京       | 18ch             | 1W               | 4.2W             | 関東広域圏       | 1万829世帯       | 2010年4月16日    |
| 8                | フジテレビ       | 19ch             | 1W               | 4.2W             | 関東広域圏       | 1万829世帯       | 2010年4月16日    |
| 筑西テレビ中継局 |                  |                  |                  |                  |                  |                  |                  |
| 1                | NHK水戸総合      | 52ch             | 3W               | 74W              | 茨城県           | 11万501世帯      | 2012年12月18日   |

### 歴史

#### 八郷テレビ中継局
- 2010年2月19日に予備免許交付、同年4月9日に本免許交付。
- 放送エリアは、桜川市・石岡市・筑西市の各一部地域。

#### 筑西テレビ中継局
- 2012年11月16日に予備免許交付、同年12月17日に本免許交付。
- 放送エリアは、結城市・下妻市・筑西市及び結城郡八千代町の全域と古河市・常総市・つくば市・坂東市・桜川市・猿島郡境町及び栃木県小山市・真岡市のそれぞれ各一部地域。
- NHK東京総合テレビやNHK東京教育テレビ、在京民放5局広域放送の受信には東京スカイツリー波の放送エリアのめやすになっている地域である。またNHK宇都宮総合テレビととちぎテレビの親局、NHK東京教育テレビと在京民放5局広域放送の宇都宮中継局の宇都宮タワー波の放送エリアのめやすにもなっている地域でもある。